# Дорогушиха
Дорогушиха — деревня в Харовском районе Вологодской области.
Входит в состав Разинского сельского поселения (с 1 января 2006 года по 8 апреля 2009 года входила в Шевницкое сельское поселение), с точки зрения административно-территориального деления — в Шевницкий сельсовет.
Расстояние до районного центра Харовска по автодороге — 39 км, до центра муниципального образования Горы по прямой — 14 км. Ближайшие населённые пункты — Лариониха, Лукинская, Максимовская, Крюково, Никулинское, Ратновская, Слободка, Лекалиха.
По переписи 2002 года население — 39 человек (21 мужчина, 18 женщин). Преобладающая национальность — русские (95 %).